# Han eller jag, vem ska du ha
Han Eller Jag, Vem Ska Du Ha? (På dansk: Ham Eller Mig, Vem Skal Du Have?) er en sang af Eddie Meduza. Sangen kan findes på B-siden til singlen "Fruntimmer Ska En' Ha..." og opsamlingsalbummet Greatest Hits Vol. I fra 1983.

## Baggrund
Teksten er en oversættelse af sangen "Him Or Me - What's It Gonna Be?" af Paul Revere And The Raiders. Sangen skulle frigives som en single i 1982, den blev trykt, men kom aldrig ud, i stedet var det "Jätteparty I Kväll", der kom ud og med sangen "Tonight" på B-siden.